# Stanisław Sadowski (1925–1998)
Stanisław Sadowski (ur. 6 kwietnia 1925 w  Czortkowie, województwo tarnopolskie, zm. 25 grudnia 1998 w Łodzi) – polski oficer Wojsk Łączności, pułkownik ludowego Wojska Polskiego, wieloletni dowódca 15 Brygady Radioliniowo-Kablowej w Sieradzu.

## Wykształcenie
- 1946 – Oficerska Szkoła Łączności w Sieradzu
- 1948 - Wyższy Kurs Doskonalenia Oficerów w Oficerskiej Szkole Łączności w Sieradzu
- 1956 – Wyższy Akademicki Kurs w Wojskowej Akademii Technicznej w Warszawie
- 1964 – Wyższy Kurs Doskonalenia Oficerów Łączności w Wojskowej Akademii Łączności w Leningradzie
- 1974 – Kurs w Wyższej Szkole Oficerskiej Wojsk Łączności w Zegrzu

## Przebieg służby wojskowej
Wstąpił do Wojska Polskiego 17 września 1944 roku.
- 1944–1945 – 2 Zapasowy Pułk Łączności (zasadnicza służba wojskowa)
- 1945–1946 – podchorąży w Oficerskiej Szkole Łączności w Zamościu i Sieradzu
- 1946–1947 – dowódca plutonu w 5. Okręgowym Batalionie Łączności
- 1947–1948 – słuchacz Wyższy Kurs Doskonalenia Oficerów w Oficerskiej Szkole Łączności w Sieradzu
- 1948-1950 – wykładowca w Oficerskiej Szkole Łączności w Sieradzu
- 1950–1954 – starszy pomocnik dyrektora nauk Oficerskiej Szkoły Łączności Przewodowej w Sieradzu
- 1954–1955 – zastępca komendanta-dyrektor nauk Oficerskiej Szkoły Łączności Przewodowej w Sieradzu
- 1955–1956 – słuchacz Wyższego Kursu Akademickiego w Wojskowej Akademii Technicznej
- 1956-1961 – szef sztabu 56 Batalionu Radiolinii
- 1961–1962 – dowódca 56 Batalionu Radiolinii,
- 1962–1963 - dowódca 15 Pułku Radioliniowo-Kablowego w Sieradzu
- 1963–1964 – słuchacz Wyższego Kursu Doskonalenia Oficerów Łączności w Wojskowej Akademii Łączności w Leningradzie
- 1964–1968 - dowódca 15 Pułku Radioliniowo-Kablowego w Sieradzu
- 1968–1979 – dowódca 15 Brygady Radioliniowo-Kablowej w Sieradzu
- 17 grudnia 1979 przeszedł w stan spoczynku

Mieszkał i został pochowany w Łodzi.

## Awanse
- 1946 – podporucznik
- 1948 – kapitan
- 1954 – major
- 1961 – podpułkownik
- 1963 – pułkownik

## Odznaczenia
- Krzyż Oficerski Orderu Odrodzenia Polski
- Krzyż Kawalerski Orderu Odrodzenia Polski
- Srebrny Krzyż Zasług
- Medal 10-lecia Polski Ludowej
- Medal 40-lecia Polski Ludowej
- Medal Zwycięstwa i Wolności 1945
- Złoty Medal „Siły Zbrojne w Służbie Ojczyzny”
- Srebrny Medal „Siły Zbrojne w Służbie Ojczyzny”
- Brązowy Medal „Siły Zbrojne w Służbie Ojczyzny”
- Złoty Medal „Za Zasługi dla Obronności Kraju”
- Srebrny Medal „Za Zasługi dla Obronności Kraju”
- Brązowy Medal „Za Zasługi dla Obronności Kraju”
- Medal „Za udział w walkach o Berlin”
- Złota Odznaka „Za Zasługi w Ochronie Porządku Publicznego”
- Medal za Zasługi dla Kultury w Wojsku Polskim
- inne odznaczenia

## Źródła
- Księga Sieradzkich Żołnierzy Łączności, Wyd. Światowy Związek Polskich Żołnierzy Łączności, Oddział w Sieradzu oraz Stowarzyszenie Przyjaciół 15. Sieradzkiej Brygady Wsparcia Dowodzenia, str. 104